# فرمول ب‌ام‌و

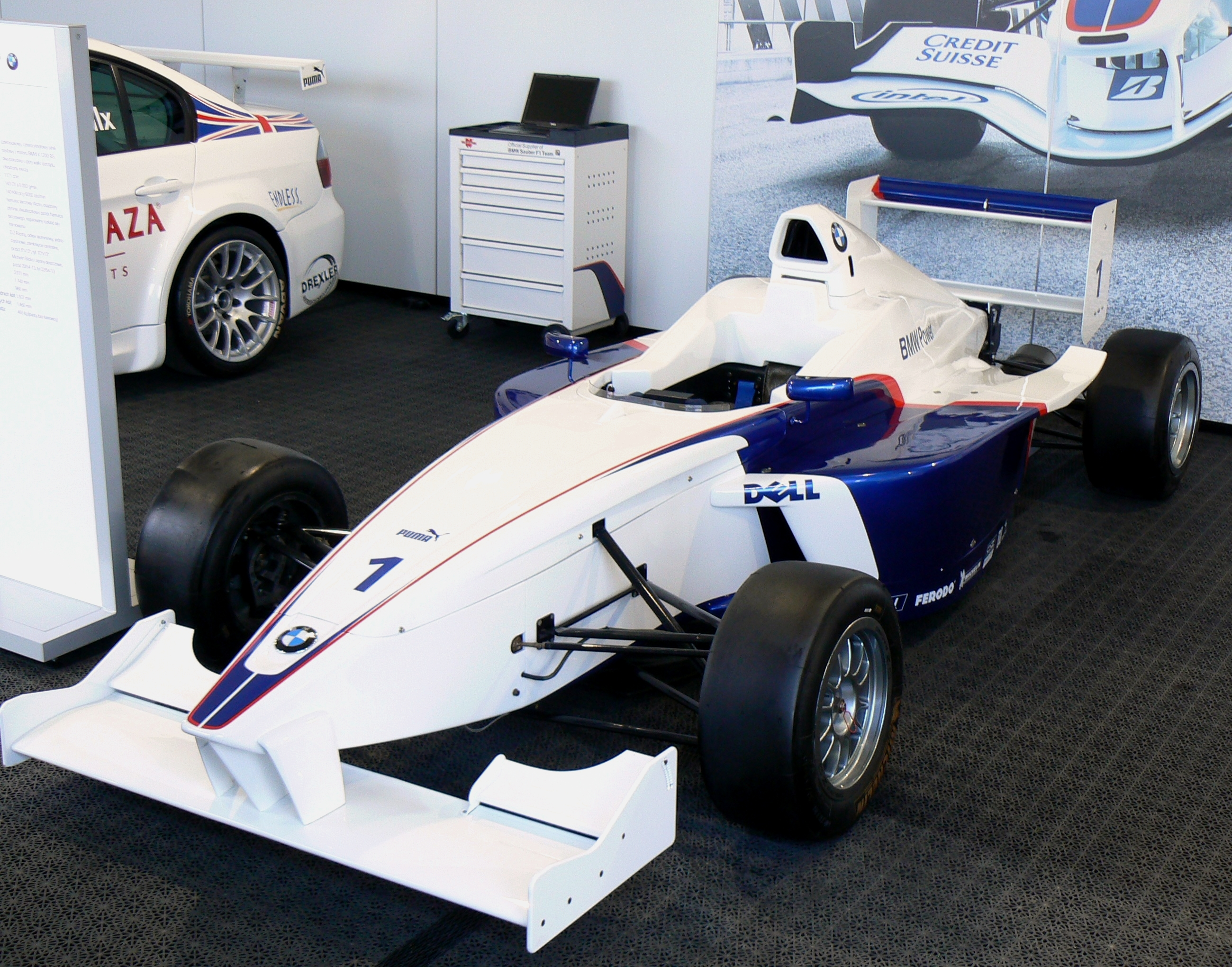
یک اتوموبیل فرمول ب‌ام‌و

فرمول ب‌ام‌و (به انگلیسی: Formula BMW) یک مسابقه جوانان برای اتوموبیل‌های تک‌سرنشین است.
فرمول جدید توسط ب‌ام‌و موتوراسپورت در سال ۲۰۰۱ ایجاد شد و اولین دوره قهرمانی آن در سال ۲۰۰۲ در آلمان افتتاح گردید. رقبای برگزیده‌ای از هر سری در دیدار نهایی جهان در پایان هر فصل، با وعده تست در فرمول یک برای برنده به دیدار یکدیگر می‌روند.
مسابقات فرمول ب‌ام‌و در سال ۲۰۰۵ متوقف و به فرمول ۱ ب‌ام‌و تغییر نام داد.